# Galeodea
Galeodea is een geslacht van weekdieren uit de klasse van de Gastropoda (slakken).

## Soorten
- Galeodea alcocki (E. A. Smith, 1906)
- Galeodea allani (Finlay & Marwick, 1937) †
- Galeodea apodemetes Marwick, 1934 †
- Galeodea bituminata (K. Martin, 1933)
- Galeodea echinophora (Linnaeus, 1758)
- Galeodea flemingi Beu & Maxwell, 1990 †
- Galeodea geniculosa Marwick, 1942 †
- Galeodea hoaraui Drivas & Jay, 1989
- Galeodea keyteri (Kilburn, 1975)
- Galeodea leucodoma Dall, 1907
- Galeodea maccamleyi Ponder, 1983
- Galeodea modesta (Suter, 1917) †
- Galeodea plauta Beu, 2008
- Galeodea rugosa (Linnaeus, 1771)
- Galeodea senex (Hutton, 1873) †
- Galeodea sulcata (Hutton, 1873) †
- Galeodea triganceae Dell, 1953
- Galeodea wylliei Marwick, 1931 †